# 에드가 프로제
에드가 프로제(독일어: Edgar Froese, 1944년 6월 6일 ~ 2015년 1월 20일)는 1967년 전자 음악 그룹 탠저린 드림을 결성한 것으로 잘 알려진 독일의 음악 아티스트이자 전자 음악의 선구자였다. 프로제는 죽을 때까지 그 그룹의 유일한 멤버였다. 2003년 이전의 솔로 음반과 그룹 음반에서 "에드가 프로제"로 이름이 붙었지만, 이후 솔로 음반에는 "에드가 W. 프로제"라는 이름이 붙었다.

## 생애
프로제는 제2차 세계 대전 중 동프로이센 틸지트(현재의 러시아 소베츠크)에서 태어났다. 그의 아버지를 포함한 그의 가족들은 나치에 의해 살해되었고, 전쟁이 끝난 후 그의 어머니와 생존한 가족들은 베를린에 정착했다. 그는 12살 때부터 피아노 레슨을 받았고, 15살 때부터 기타를 치기 시작했다. 미술에 대한 초기 적성을 보인 후, 프로제는 베를린 예술원에 등록하여 회화와 조각을 공부하였다.
그의 가장 수익성이 좋은 직업 중 하나는 베를린 버스의 광고 포스터를 디자인하는 것이었다. 그는 심리학 및 철학으로 저녁 학위를 받았고 칸트의 범주형 명령어에 대한 박사 학위를 받았다. 학문적 사고방식에 맞지 않는 해석이라 대학 먼지는 진실에 덮인 장막 같은 존재라는 말을 남기고 대학을 나왔다.

## 음반 목록

### 정규
- Aqua (1974)
- Epsilon in Malaysian Pale (1975)
- Macula Transfer (1976)
- Ages (1978)
- Stuntman (1979)
- Kamikaze 1989 (1982)
- Pinnacles (1983)
- Dalinetopia (2005)